# Unipetrol
Unipetrol es una empresa checa fundada en 1994. Cotiza en el Index PX, el principal índice bursátil de la bolsa de Praga. La empresa es una de las principales operadoras de carburante del país, y está controlada de manera mayoritaria por la compañía polaca PKN Orlen.

## Historia
El inicio del grupo Unipetrol se remonta a 1939, cuando se inició el desarrollo de la planta química STW en Záluží u Litvínova. En 1975-1976, se pusieron en marcha plantas de producción de polipropileno y polietileno y la unidad de etileno se puso en funcionamiento en 1979. Dos años más tarde, se completó el desarrollo de una nueva refinería en Litvínov (NRL). El año 1993 vio la reestructuración de la industria refinería-petroquímica, incluyendo Chemopetrol en ese momento, que luego se incorporó a Unipetrol.
Unipetrol fue fundada en 1994 por el Fondo Nacional de Propiedad en una de las etapas de la privatización de la industria petroquímica checa. En 1996, las refinerías de Chemopetrol en Litvínov y Kaučuk en Kralupy se separaron en una empresa llamada Česká rafinérská.
Cotiza en la Bolsa de Praga y en el índice checo Traded, y es una de las empresas de mayor capitalización de ambos índices. En agosto de 2008, Unipetrol repartió por primera vez dividendos desde 1997, obteniendo PKN Orlen un beneficio de 84.500.000 €. En 2006 la empresa contaba con 6 000 empleados.